# NGC 3776
NGC 3776 is een spiraalvormig sterrenstelsel in het sterrenbeeld Maagd. Het hemelobject werd in 1886 ontdekt door de Amerikaanse astronoom Ormond Stone.

## Synoniemen
- ZWG 12.45
- NPM1G -03.0382
- PGC 36048